# Kuksu
El culte o religió Kuksu, va ser una religió xamanista del Nord de Califòrnia, Estats Units, practicada en graus diferents per molts amerindis dels Estats Units abans i durant el contacte amb els nouvinguts colons europeus. Aquesta creença es va estendre per nord i centre de Califòrnia, i de la Vall de Sacramento a l'oceà Pacífic.
El Kuksu incloïa complexes cerimònies amb danses i actuacions, usant una vestimenta tradicional. Els homes de la tribu practicaven rituals per assegurar una bona salut, collites i caça abundants, i bon temps. Aquests ritus incloïen una cerimònia anual de dol, ritus de pas, i intervencions dels xamans amb el món dels esperits. Una societat secreta masculina es reunia en locals clandestins per practicar danseu públiques usant disfresses.
El Kuksu ha estat identificat arqueològicament pel descobriment dels locals de ball i tambors de fusta usats per a això.

## Versions del Nord

### Patwin
La cultura dels patwins del Nord de Califòrnia tenia notables sistemes i rituals Kuksu en comparació amb altres cultures.

### Maidu
La cultura dels maidus del Nord de Califòrnia també tenia notables sistemes i rituals Kuksu.

### Pomo
El Kuksu va ser personalitzat com un ser espiritual pels pomo. Les seves cerimònies mitològiques i la seva dansa van ser presenciades entre 1892 i 1904. Els pomo anomenaven kuksu o guksu, depenent del dialecte, a un ser sobrenatural, de bec vermell, que vivia en una casa de suor en el límit sud del món. La curació era la seva especialitat. La persona que jugava el paper de Kuksu/Guksu en les danses cerimonials pomo era sovint considerat com a remeier, i vestit com a tal. També apareixia amb aquesta vestimenta breument en altres cerimònies a fi d'expulsar la malaltia de la població.
Tots els homes havien de pertànyer a una societat cerimonial, sent algunes de les seves danses de caràcter privat o secret, no conegudes per les dones i els nens, amb opinions variades sobre el poder d'aquestes societats sobre la tribu: "No existien societats secretes d'importància com ocorria entre els maidus i, presumiblement, entre els veïns wintun, i tampoc un clergat organitzat amb interessos personals i control de les cerimònies." Per contra, en 1925 un testimoni dels pomo del llac Clear deia: "El centre de les activitats religioses està en una societat secreta anomenada kuhma, afí a les dels patwins i els maidus i formada per homes, els quals dirigien el ritual de l'antiga religió kuksu.

## Versions del Sud
L'historiador Alfred Kroeber va observar que el kuksu va existir, però tenia una cosmogonia menys especialitzada en els "grups de dansa del sud", com ohlone, salinan, miwok, esselen i els yokuts, aquests més al nord, en comparació als grups del Nord de Califòrnia i Vall del Sacramento.